# Pierre Gualdi
Pierre Gualdi est un acteur français né le 9 janvier 1920 à Saint-Étienne où il est mort le 1er novembre 2012.

## Filmographie

### Cinéma
- 1961 : Un cheval pour deux de Jean-Marc Thibault
- 1962 : Sherlock Holmes et le collier de la mort de Terence Fisher et Frank Winterstein: Wirt
- 1963 : Le Vice et la Vertu de Roger Vadim: Un général allemand
- 1963 : Le bon roi Dagobert de Pierre Chevalier: Le frère portier
- 1965 : La fleur de l'âge de John Guillermin : Le propriétaire du café
- 1965 : La Bourse et la Vie de Jean-Pierre Mocky : Jean Robinhoude
- 1966 : La Ligne de démarcation de Claude Chabrol : le curé du village
- 1966 : Le Deuxième souffle de Jean-Pierre Melville : Un inspecteur
- 1967 : Le Scandale de Claude Chabrol : L'évêque
- 1969 : Paris top secret de Pierre Roustang : Un cuisinier dans le happening
- 1970 : La Rupture de Claude Chabrol : Henri
- 1971 : Les Bidasses en folie de Claude Zidi : Le directeur du restaurant
- 1972 : Les Fous du stade de Claude Zidi : Le directeur des jeux
- 1973 : Le Grand Bazar de Claude Zidi : Le boucher
- 1973 : Le Mouton enragé de Michel Deville : Monsieur Carelmann
- 1974 : Un linceul n'a pas de poches de Jean-Pierre Mocky : Ferdinand Blesh
- 1974 : Les Bidasses s'en vont en guerre de Claude Zidi: Le maire
- 1975 : Le petit théâtre de Renoir de Jean Renoir
- 1979 : Le Piège à cons de Jean-Pierre Mocky: Fleury

### Télévision
- 1960 : La terre est ronde de Philippe Ducrest : Le boucher
- 1965 : Mon royaume pour un lapin de Jacques Villa : Le cafetier
- 1969 : Le vol du Goéland de Jean Kerchbron : Le capitaine français
- 1968 : L'Homme de l'ombre  de Guy Jorré, épisode : Le condamné à mort
- 1971 : Aux frontières du possible : le dossier des mutations V de Victor Vicas
- 1975 : Frontières de Guy Jorré : Pierre
- 1976 : Le cousin Pons de Guy Jorré : Trognon
- 1978 : Allégra de Michel Wyn : Le docteur
- 1979 : Le dernier choix du Maréchal Ney de Maurice Frydland : Louis XVIII

## Théâtre
- 1960 : Le Revizor de Nicolas Gogol, mise en scène Edmond Tamiz, Théâtre de l'Est parisien